# Vanishing My First Love
Vanishing My First Love (消えた初恋?, Kieta hatsukoi) è un manga scritto da Wataru Hinekure e disegnato da Aruko. È stato pubblicato dalla casa editrice Shūeisha sulla rivista Bessatsu Margaret da giugno 2019 a giugno 2022.
Da giugno a settembre del 2021 è stato pubblicato anche uno spin-off intitolato Kieta hatsukoi: Shōgekijō, composto da tre capitoli di storie brevi poi raccolte all'interno del settimo volume della serie principale.
Dal mese di ottobre 2021 inizia la pubblicazione di un romanzamento scritto da Hikaru Miyata. Le copertine dei volumi sono sempre a cura di Aruko e seguono lo stesso stile del manga. L'opera è tuttora in corso di pubblicazione con un secondo volume all'attivo uscito a marzo 2023.
Un adattamento televisivo dorama del manga è stato trasmesso da ottobre a dicembre 2021 per un totale di dieci episodi.
Nel 2022 Vanishing My First Love ha vinto il 67º Premio Shōgakukan per i manga nella categoria shōjo.

## Personaggi
Sota Aoki (青木想太?, Aoki Sōta)
Interpretato nel drama giapponese da: Shunsuke Michieda
Kosuke Ida (井田浩介?, Ida Kōsuke)
Interpretato nel drama giapponese da: Ren Meguro
Mio Hashimoto (橋下美緒?, Hashishita Mio)
Interpretata nel drama giapponese da: Riko Fukumoto
Hayato "Akkun" Aida (相多 "あっくん" 颯人?, Aida "Akkun" Hayato)
Interpretato nel drama giapponese da: Jin Suzuki
Masahiro Taniguchi (谷口 雅洋?, Taniguchi Masahiro)
Interpretato nel drama giapponese da: Seiichi Tanabe
Jun Tomita (富田 純?, Tomita Jun)
Interpretato nel drama giapponese da: Ayumu Mochizuki
Taishō Nakabayashi (ナカバヤシ タイショー?, Nakabayashi Taishō)
Interpretato nel drama giapponese da: Sho Nishigaki

## Media

### Manga
La serie è scritta da Wataru Hinekure e disegnata da Aruko. La pubblicazione è iniziata sulla rivista Bessatsu Margaret il 13 giugno 2019 per poi completarsi il 13 giugno 2022. I capitoli apparsi su rivista sono stati raccolti in nove volumi tankōbon pubblicati dal 25 novembre 2019 al 25 luglio 2022. L'edizione italiana del manga è stata annunciata nel maggio 2022 durante il Salone internazionale del libro dall'editore Star Comics, che ha pubblicato il primo volume nel mese di ottobre 2022, la cui prima tiratura prevede un'illustration card in omaggio del personaggio di Aoki. La pubblicazione è terminata il 16 aprile 2024.
Nel giugno 2021 è stato comunicato che la serie avrebbe goduto di uno spin-off intitolato Kieta hatsukoi: Shōgekijō, la cui serializzazione è iniziata il 13 luglio 2021 sulla stessa rivista della serie principale.

#### Volumi
| 1 | 25 novembre 2019                                      | ISBN 978-4-08-844272-3 | 19 ottobre 2022  | ISBN 978-88-226-3581-5 |
| 1 | Capitoli - Atto 1 - Atto 2 - Atto 3 - Atto 4 - Atto 5 |                        |                  |                        |
| 2 | 25 marzo 2020                                         | ISBN 978-4-08-844318-8 | 14 dicembre 2022 | ISBN 978-88-226-3646-1 |
| 2 | Capitoli - Atto 6 - Atto 7 - Atto 8 - Atto 9          |                        |                  |                        |
| 3 | 22 luglio 2020                                        | ISBN 978-4-08-844365-2 | 15 febbraio 2023 | ISBN 978-88-226-3803-8 |
| 3 | Capitoli - Atto 10 - Atto 11 - Atto 12 - Atto 13      |                        |                  |                        |
| 4 | 25 novembre 2020                                      | ISBN 978-4-08-844388-1 | 12 aprile 2023   | ISBN 978-88-226-3902-8 |
| 4 | Capitoli - Atto 14 - Atto 15 - Atto 16 - Atto 17      |                        |                  |                        |
| 5 | 25 marzo 2021                                         | ISBN 978-4-08-844478-9 | 14 giugno 2023   | ISBN 978-88-226-4057-4 |
| 5 | Capitoli - Atto 18 - Atto 19 - Atto 20 - Atto 21      |                        |                  |                        |
| 6 | 25 agosto 2021                                        | ISBN 978-4-08-844504-5 | 16 agosto 2023   | ISBN 978-88-226-4182-3 |
| 6 | Capitoli - Atto 22 - Atto 23 - Atto 24 - Atto 25      |                        |                  |                        |
| 7 | 25 ottobre 2021                                       | ISBN 978-4-08-844543-4 | 15 novembre 2023 | ISBN 978-88-226-4380-3 |
| 7 | Capitoli - Atto 26 - Atto 27 - Atto 28                |                        |                  |                        |
| 8 | 25 marzo 2022                                         | ISBN 978-4-08-844602-8 | 20 febbraio 2024 | ISBN 978-88-226-4532-6 |
| 8 | Capitoli - Atto 29 - Atto 30 - Atto 31 - Atto 32      |                        |                  |                        |
| 9 | 25 luglio 2022                                        | ISBN 978-4-08-844688-2 | 16 aprile 2024   | ISBN 978-88-226-4657-6 |
| 9 | Capitoli - Atto 33 - Atto 34 - Atto 35 - Atto 36      |                        |                  |                        |

### Dorama
Un adattamento televisivo live action per la tv giapponese è stato annunciato nell'agosto 2021. La serie è stata diretta da Shōgo Kusano e Tadaaki Hōrai, la sceneggiatura è stata curata da Tsutomu Kuroiwa mentre Harumi Fuuki ha composto la colonna sonora. Ren Meguro e Shunsuke Michieda hanno interpretato i protagonisti. È stato presentato in anteprima su TV Asahi il 9 ottobre 2021. La serie è stata distribuita con sottotitoli in italiano sulla piattaforma Rakuten Viki.
Ad ottobre 2023 viene annunciato un nuovo adattamento thailandese in distribuzione per l'anno successivo prodotto dalla GMMTV. I nomi dei personaggi vengono tutti cambiati: Aoki in Atom, Hashimoto in Matmee ed Ida in Kongthap. Per la serie viene utilizzato sia il titolo thailandese เขียนรักด้วยยางลบ che quello internazionale My Love Mix-Up!.

## Accoglienza
Vanishing My First Love ha vinto il 67º Premio Shōgakukan per i manga nella categoria shōjo nel 2022.
La serie televisiva è stata inclusa nella lista dei migliori boys' love drama del 2021 di Teen Vogue.